# Leo Amberg
Leo Amberg (Ballwil, 23 maart 1912 - Oberriet, 18 september 1999) was een Zwitsers wielrenner.

## Belangrijkste overwinningen
1934
- Tour du Canton de Genève

1935
- Eindklassement GP Journal de Nice
- 1e etappe Nice-St. Tropez
- Eindklassement Nice-St. Tropez

1936
- Course de Cote de Mont-Chauve

1937
- Kampioenschap van Zürich
- Zwitsers kampioenschap wielrennen op de weg
- 5e etappe deel C Ronde van Frankrijk
- 19e etappe deel B Ronde van Frankrijk
- 1e etappe Ronde van Zwitserland
- 2e etappe Ronde van Zwitserland
- 6e etappe Ronde van Zwitserland

1938
- 18e etappe deel A Ronde van Italië
- Zwitsers kampioenschap wielrennen op de weg

1939
- 16e etappe Ronde van Duitsland

1946
- 2e etappe Circuit des Alpes

1947
- 1e etappe deel A Ronde van Romandië

## Resultaten in voornaamste wedstrijden
| Jaar | Ronde van Italië | Ronde van Frankrijk | Ronde van Spanje |
| ---- | ---------------- | ------------------- | ---------------- |
| 1935 |                  | 24e                 | 12e              |
| 1936 |                  | 8e                  |                  |
| 1937 | 13e              | ↑ (2)               |                  |
| 1938 | 32e (1)          |                     |                  |
| 1947 |                  | buiten tijd         |                  |

| Jaar | Milaan-San Remo | Parijs-Roubaix |  | WK op de weg |
| ---- | --------------- | -------------- |  | ------------ |
| 1935 |                 | 26e            |  | 5e           |
| 1936 |                 | 35e            |  |              |
| 1937 |                 |                |  |              |
| 1938 | 42e             |                |  | ↑            |
| 1947 |                 |                |  |              |